# Pterophorus niveus
Pterophorus niveus là một loài bướm đêm thuộc họ Pterophoridae. Loài này có ở Indonesia tới quần đảo Solomon và phía bắc đến Luzon.